# Серуг
Серуг, Серух (івр. שְׂרוּג) — син Реу. У віці 30 років у нього народжується Нахор (Бут. 11:20-23). Був прадідом майбутнього патріарха Авраама. Прожив 200 років та мав інших дітей.
Згаданий у Євангелії від Луки як Серух у родоводі Ісуса Христа — Лк. 3:35.